# Marcetella
Marcetella là một chi của thực vật có hoa thuộc họ Hoa hồng.

## Các loài
Theo Kew:
- Marcetella maderensis (Bornm.) Svent.
- Marcetella moquiniana (Webb & Berthel.) Svent.